# Schmölln
Schmölln é uma cidade da Alemanha localizado no distrito de Altenburger Land, estado da Turíngia.
|  |  |